# Joanna Sarapata
Joanna Sarapata (ur. 16 lutego 1962 w Warszawie) – polska malarka.

## Rodzina i edukacja
Urodziła się 16 lutego 1962. Jest córką Ireny z domu Zielskiej (1940–2000) i Wiesława Popławskiego. Jej matka pracowała jako pielęgniarka w jednej z klinik w Warszawie. Po rozwodzie rodziców straciła kontakt z ojcem, a matka wkrótce wyszła za Adama Sarapatę (1921–1999), socjologa i prawnika, który pracował w Polskiej Akademii Nauk. Z małżeństwa matki ma dwóch przyrodnich braci, Macieja i Jana. Kiedy miała 14 lat, zdiagnozowano u niej nowotwór. Po ukończeniu 18. roku życia zmieniła formalnie nazwisko na Sarapata.
Uczęszczała na zajęcia z rysunku do Marka Muszyńskiego w Młodzieżowym Dom Kultury im. Władysława Broniewskiego w Warszawie. Ukończyła XXVII Liceum Ogólnokształcące im. Tadeusza Czackiego w Warszawie. Dwukrotnie aplikowała do Akademii Sztuk Pięknych w Łodzi, ale bez powodzenia. W 1983 wyjechała do Paryża, gdzie rozpoczęła studia na wydziale rysunku École nationale supérieure des beaux-arts w Paryżu w pracowni prof. Vladimira Veličkovicia. W 1987 ukończyła studia, ale nie uzyskała świadectwa. Do archiwum szkoły przyjęto 11 jej obrazów. Przez dwa lata studiowała morfopsychologię.

## Kariera
W 1986 zdobyła główną nagrodę w konkursie studenckim na plakat dla Opery Paryskiej. W 1987 zaczęła wystawiać swoje prace w europejskich i amerykańskich galeriach sztuki, m.in. w Gustavii w 1995 i 1997 oraz w Paryżu w 1995. W maju 1998 zaczęła prezentować swoje prace w PolSwiss Art w Warszawie. W 2013 wystawiła swoje obrazy podczas Biennale Sztuki w Pekinie. W 2021 miała wystawę w Laguna Beach Art Museum w Los Angeles. Jesienią 2023 wzięła udział w Międzynarodowym Forum Artystów „Silk Road Artists Rendez-Vous” w Hangzhou. Wśród klientów Sarapaty byli artyści popkultury, m.in. Elton John, The Who, Michael Jackson, José Carreras, Madonna.
W latach 90. pracowała jako dekoratorka wystaw u Cartiera, a w butiku prezentowała również swoje obrazy. Później pracowała w butiku odzieżowym Sántora Schneidera i sklepie z biżuterią Jeana-Louisa Juliena oraz w butiku Jacques’a Morabito. W 2014 do sprzedaży w sieci sklepów Empik trafiła kolekcja produktów z obrazami Sarapaty, za którą artystka otrzymała nagrodę Bestseller Empiku w kategorii kolekcja autorska.
Była bohaterką biograficznego filmu dokumentalnego Hanny Kramarczuk Joanna Sarapata (1994) o jej życiu i malarstwie. Współprowadziła program Sztuka życia (2009) w Polsat Café.

## Życie prywatne
Dwukrotnie rozwiedziona. 19 października 1985 w Saint-Tropez poślubiła kapitana statków Pascala Zerbone’a, z którym ma syna, Christophe’a (ur. 2 kwietnia 1986). W lutym 1993 rozwiodła się z mężem. Następnie związała się z muzykiem Markiem Chavanisem, z którym rozstała się po czterech latach związku. 18 października 1998 poślubiła aktora Jarosława Jakimowicza, z którym ma syna Jovana (ur. 16 lutego 2000). Rozwiodła się z mężem w 2010.
W latach 1987–1995 mieszkała w Saint-Tropez, następnie zamieszkała w Paryżu i Barcelonie. Latem 2008 wróciła do Polski, od 2019 mieszka w Łomiankach.